# Bupa leng de dayi
Bupa leng de dayi (xinès simplificat: 不怕冷的大衣, pinyin: Bùpà lěng de dàyī, literalment 'l'abric que no té por del fred') és un curtmetratge d'animació xinés produït pel Shanghai Art Film Studio i que forma part de la sèrie Les històries del conillet Taotao. La pel·lícula va guanyar diversos guardons.

## Sinopsi
A l'hivern, la casa està coberta de neu, i el conillet té por del fred, així que s'embolica amb un càlid edredó i no vol alçar-se. Quan la mare conill ho veu, li diu al conillet que a casa de la iaia hi havia un abric, i que mentre se'l posava, suava per tot el cos. Després d'eixir el conillet de casa, l'esquirol i l'osset el conviden a jugar junts. Després de jugar per un temps, el conillet es posa a suar. En arribar a casa de la iaia, el Conillet li demana un abric ben calentet.